# Tragedia del 9 de abril
La Tragedia del 9 de abril son los sucesos ocurridos en Tiflis el 9 de abril de 1989, capital de la República Socialista Soviética de Georgia, cuando manifestaciones antisoviéticas fueron dispersadas por el Ejército soviético, con el resultado de 21 muertos y cientos de heridos. El 9 de abril es el Día de la Unidad Nacional (en georgiano: ეროვნული ერთიანობის დღე), un día de fiesta nacional.

## Preludio
El movimiento antisoviético se intensificó en la República Socialista Soviética de Georgia en 1989. Las organizaciones políticas antisoviéticas organizaron huelgas y manifestaciones en Tiflis. El conflicto entre el gobierno soviético y los nacionalistas georgianos se intensificó después de la Asamblea de Lijni el 18 de marzo de 1989, cuando varios miles de abjasos pidieron la secesión de Georgia y la restauración del estatus que tuvo entre 1921 y 1931. En respuesta, los grupos antisoviéticos organizaron una serie de manifestaciones no autorizadas a lo largo y ancho de la república, protestando que el gobierno soviético estaba utilizando el separatismo de Abjasia para oponerse al movimiento pro-independentista.
Las protestas alcanzaron su punto culminante el 4 de abril de 1989, cuando cientos de miles de georgianos se congregaron en la puerta del palacio de gobierno en la Avenida Rustaveli en Tiflis. Los manifestantes, dirigidos por el comité independentista (Merab Kostava, Zviad Gamsakhurdia, Giorgi Chanturia, Irakli Bathiashvili, Irakli Tsereteli entre otros) organizaron manifestaciones pacíficas y huelgas de hambre, demandando el castigo a los secesionistas abjasios y la restauración de la independencia de Georgia. Las autoridades soviéticas locales perdieron el control de la situación en la capital y no pudieron contener la protesta.

## Las manifestaciones
En la noche del 8 de abril de 1989, el Coronel General Ígor Rodiónov, jefe del Distrito Militar del Transcáucaso, ordenó la movilización de sus tropas. Momentos antes del ataque de las fuerzas soviéticas, el patriarca de Georgia, Ilia II, se dirigió a los manifestantes para pedir que dejasen la Avenida Rustaveli y los alrededores del Palacio de Gobierno debido al peligro acumulado durante el día después de la aparición de los tanques soviéticos cerca de la avenida. Los manifestantes rechazaron disolverser a pesar de los ruegos del patriarca. Las unidades de la militsia local georgiana (policía), fueron desarmadas antes de la operación. El 9 de abril, a las 3:45 de la madrugada, las tropas y tanques soviéticos bajo el mando del general Aleksandr Lébed rodearon la zona de manifestaciones. Las tropas soviéticas recibieron las órdenes del general Rodionov de disolver y limpiar la avenida de manifestantes por el medio que fuese necesario.
Las tropas soviéticas, armadas con porras y palas de metal, avanzaron hacia los manifestantes rodeándolos por todos los lados, dejando solo una estrecha salida. Durante el avance, los soldados empezaron a atacar a los manifestantes con palas militares metálicas, hiriendo tanto leve como gravemente a quien golpeaban. Una de las víctimas del ataque fue una joven de 16 años que intentaba escapar de los soldados que avanzaban, pero fue tirada y golpeada hasta la muerte cerca de los escalones del Palacio de Gobierno. Este ataque particularmente violento, fue grabado en vídeo desde los balcones del edificio situado al otro lado de la avenida. El vídeo fue usado durante las investigaciones de Anatoli Sobchak que se llevaron a cabo en consecuencia. Ataques similares de soldados soviéticos tuvieron como resultado la muerte de 19 mujeres, y fue confirmado a lo largo de la investigación. Se informó que se usaron gases tóxicos contra los manifestantes, con vómitos, problemas respiratorios y parálisis del sistema nervioso central.
Veinte personas, principalmente mujeres jóvenes y mayores, fueron asesinadas y sobre 4.000 personas fueron heridas con el gas tóxico y los violentos golpes de porras y palas. La policía, desarmada, intentaron evacuar al grupo de manifestantes presa del pánico, sin embargo un vídeo tomado secretamente por periodistas opositores mostraron cómo los soldados no permitieron la entrada de ambulancias y médicos para atender a los heridos, y de hecho hasta las ambulancias fueron atacadas en el avance de los soldados. La película de un hombre joven pegando a un tanque con un palo se convirtió en el símbolo del movimiento antisoviético.
El 10 de abril, el gobierno soviético emitió un comunicado culpando a los manifestantes del desorden y peligro contra la seguridad pública. Al día siguiente, la televisión georgiana mostró los cadáveres de 19 mujeres violentamente asesinadas, demostrando la brutalidad extrema usada por las tropas soviéticas, así como los rostros de las fallecidas, difícilmente identificables por las heridas faciales y cabezas rotas. El gobierno soviético culpó a los manifestantes de la muerte de 20 personas, afirmando que se habían aplastado unos a otros cuando se desató el pánico y se retiraban del avance de los soldados soviéticos. Sin embargo, la comisión parlamentaria que investigaba los sucesos del 9 de abril de 1989 en Tiflis, fue impulsada por Anatoly Sobchak, miembro del Congreso de Diputados del Pueblo de la Unión Soviética. Después de completar las investigaciones e interrogatorios, la comisión condenó a los militares, que habían causado la muerte intentando dispersar las manifestaciones. El informe de la comisión dificultó el uso de la fuerza militar contra las manifestaciones civiles en la URSS. El informe de Sobchak redactó detalladamente las acciones violentas realizadas por los militares contra los manifestantes, y recomendó el procesamiento de los militares responsables de los hechos del 9 de abril.

## Secuelas
El 10 de abril, en protesta contra las medidas tomadas, Tiflis y el resto de Georgia inició una huelga general y fueron declarados 10 días de luto. La gente colocó masivamente flores al lugar de las muertes. El estado de emergencia fue declarado, pero las manifestaciones continuaron.
El gobierno soviético de Georgia dimitió a consecuencia de los hechos. Moscú afirmó que los manifestantes atacaron primero y los soldados repelieron los ataques. En el primer Congreso de los Diputados del Pueblo, (mayo-junio de 1989), Mijaíl Gorbachov declinó toda responsabilidad, traspasando la culpabilidad al ejército. Las revelaciones hechas por los medios liberales soviéticos, así como los hallazgos de los diputados "pro-Perestroika" de la comisión Sobchak en la investigación de los hechos de Tiflis, fueron presentados en el segundo congreso de diciembre de 1989, con un resultado embarazoso para los soviéticos de la línea dura y para los líderes militares involucrados en los hechos.

## Legado

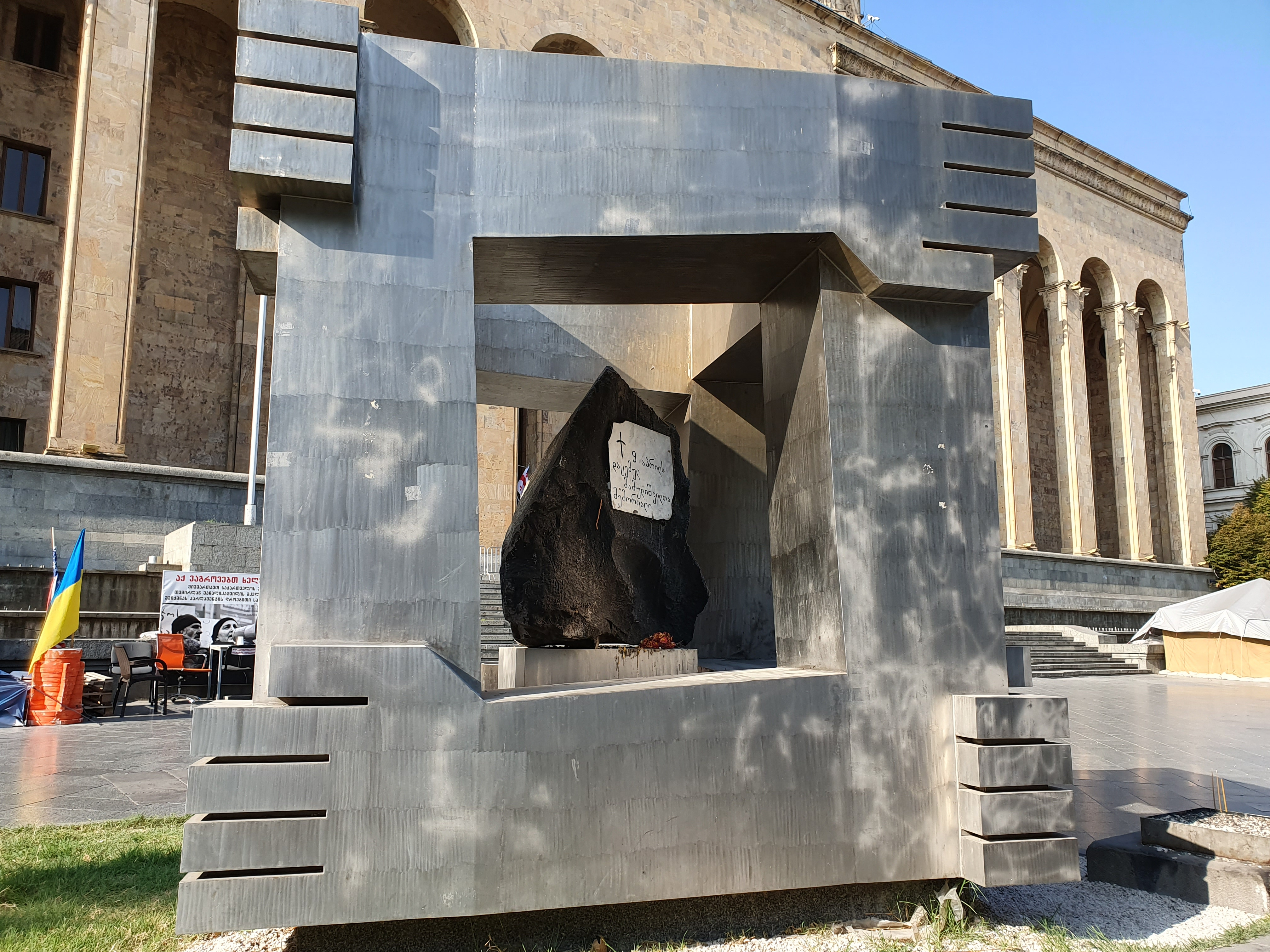
Escultura conmemorativa de la tragedia del 9 de abril frente a los edificios del Parlamento en Tbilisi, Georgia.

La tragedia del 9 de abril radicalizó a la oposición georgiana contra el poder soviético. Pocos meses después, en sesión del Soviet Supremo de la RSS de Georgia, llevado a cabo entre el 17 y 18 de noviembre de 1989, oficialmente condenó la ocupación y la anexión de la República Democrática de Georgia en 1921 por parte de la Rusia soviética.
El 31 de marzo de 1991, los georgianos votaron abrumadoramente a favor de la independencia de la Unión Soviética en el referéndum de independencia georgiano de 1991. Con el 90.5% de participación, aproximadamente el 99% votó a favor de la independencia. El 9 de abril, segundo aniversario de la tragedia, el Consejo Supremo de la República de Georgia proclamó la soberanía georgiana y la independencia de la Unión Soviética. El 23 de noviembre de 2004 se inauguró un monumento conmemorativo de las víctimas de la tragedia en el lugar de los hechos en la Avenida Rustaveli.